# ガッジャーノ
ガッジャーノ（伊: Gaggiano）は、イタリア共和国ロンバルディア州ミラノ県にある、人口約9,100人の基礎自治体（コムーネ）。

## 地理

### 位置・広がり

#### 隣接コムーネ
隣接するコムーネは以下の通り。
- アルバイラーテ
- チズリアーノ
- クザーゴ
- グード・ヴィスコンティ
- ノヴィーリオ
- ロザーテ
- トレッツァーノ・スル・ナヴィーリオ
- ヴェルメッツォ・コン・ゼーロ (ヴェルメッツォ)
- ジービド・サン・ジャコモ

### 地震分類
イタリアの地震リスク階級 (it) では、4 に分類される
。

## 行政

### 分離集落
ガッジャーノには、以下の分離集落（フラツィオーネ）がある。
- Barate, Bonirola, Cascina Donato del Conte, Fagnano, San Vito, Vigano Certosino, La Rosa, La Bettolina

## 姉妹都市
- Albertirsa、ハンガリー
- Bourg-Saint-Andéol、フランス